# Karl Mittelhaus
 Karl Gottlob Richard Mittelhaus (* 24. Oktober 1877 in Kreuzburg/Oberschlesien; † 19. Januar 1946 in Jena) war ein deutscher Klassischer Philologe.

## Leben
Der Sohn eines Schulleiters besuchte in Breslau das Maria-Magdalenen-Gymnasium. Seine finanzielle Unabhängigkeit erlaubte ihm nach dem Abitur 1895 ein langes Studium (von 1895 bis 1911) an verschiedenen Universitäten (Breslau, Bonn (wo er sein erstes Examen 1900/1901 nicht bestand), Berlin, Leipzig), das er 1911 mit einer Dissertation über Plutarch bei Ulrich von Wilamowitz-Moellendorff abschloss. Mittelhaus wurde Mitglied des Philologischen Vereins Breslau im Naumburger Kartellverband.
Nach dem Staatsexamen (1912) absolvierte er den Vorbereitungsdienst für das höhere Lehramt. Außerdem unterstützte er von 1912 bis 1914 Wilhelm Crönert bei der Neubearbeitung des Passowschen Handwörterbuchs der griechischen Sprache. Vom 1. April 1914 bis zu seiner Pensionierung am 31. Oktober 1937 unterrichtete er als Oberlehrer am Johannesgymnasium Breslau.
Ab 1923 unterstützte Mittelhaus den Breslauer Professor Wilhelm Kroll bei der Herausgabe von Paulys Realencyclopädie der classischen Altertumswissenschaft. Nach Krolls Tod 1939 wurde er alleiniger Herausgeber. Während des Zweiten Weltkrieges brachte Mittelhaus sechs Teilbände heraus, aber mit der Zerstörung des Verlagshauses (1943) wurde das Unternehmen empfindlich gefährdet. Im Winter 1945 musste Mittelhaus Breslau überstürzt verlassen und verlor dabei seine Bibliothek und sämtliche Unterlagen der RE-Redaktion. Er starb, völlig entkräftet, am 19. Januar 1946 in Jena.